# Oncoba pauciflora
Oncoba pauciflora là một loài thực vật có hoa trong họ Liễu. Loài này được (Benth.) Eichler mô tả khoa học đầu tiên năm 1871.